# Schtschurowskia meifolia
Schtschurowskia meifolia är en flockblommig växtart som beskrevs av Eduard August von Regel och Johannes Theodor Schmalhausen. Schtschurowskia meifolia ingår i släktet Schtschurowskia och familjen flockblommiga växter. Inga underarter finns listade i Catalogue of Life.